# Roger Hanin

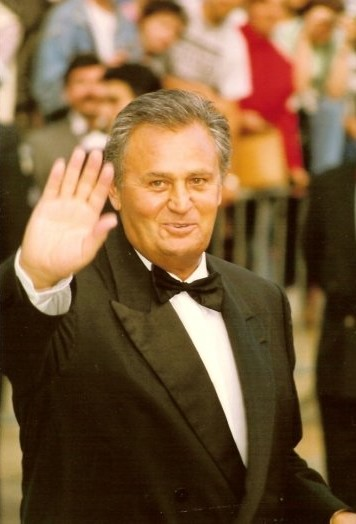
Roger Hanin 1992 beim Filmfestival in Cannes

Roger Hanin (* 20. Oktober 1925 in Algier; † 11. Februar 2015 in Paris) war ein französischer Schauspieler und Filmregisseur. Zu seinen bekanntesten Rollen zählt der Kommissar Navarro in der gleichnamigen Fernsehserie.

## Leben und Wirken
Geboren als Roger Lévy, Sohn des jüdischen Postbeamten Joseph Lévy, nahm Roger den Nachnamen seiner Mutter Victorine Hanin an. Sein Filmdebüt gab er nach einigen Theaterrollen 1952 in dem Drama Der Weg nach Damaskus unter der Regie von Max Glass. Nach einigen kleineren Rollen erhielt er ab Mitte der 1950er Jahre zahlreiche größere Rollen. 1960 spielte er den Carl Zumbach in Jean-Luc Godards Filmklassiker Außer Atem. Neben seiner Schauspielarbeit war Hanin Mitte der 1960er Koautor von Claude Chabrol bei einigen Spionagefilmen. In Chabrols Filmen Der Tiger liebt nur frisches Fleisch und Der Tiger parfümiert sich mit Dynamit (1964 bzw. 1965) spielte er jeweils die Titelrolle des Geheimagenten „Le Tigre“.
Ab 1974 trat er auch als Regisseur in Erscheinung und inszenierte bis einschließlich 1997 zehn Film- und Fernsehprojekte. Seine Regiearbeit Höllenzug (1985) gewann beim 14. Internationalen Filmfestival Moskau einen Sonderpreis. Ab 1962 war er auch als Drehbuchautor tätig. Nach 1997 trat er nur noch im Fernsehen als Schauspieler auf; dort umfasst sein Schaffen mehr als 110 Projekte. Im späten Alter wurde er durch seine Titelrolle in der deutsch-französischen Krimireihe Kommissar Navarro populär, von der zwischen 1989 und 2009 über 100 Folgen gedreht wurden.
Mit seiner ersten Frau Lisette hatte Hanin ein Kind, die Ehe wurde geschieden. Durch seine zweite Frau Christine Gouze-Rénal (1914–2002), die Schwester von Danielle Mitterrand, mit der er von 1959 bis zu ihrem Tod im Jahr 2002 verheiratet war, wurde er Schwager des französischen Präsidenten François Mitterrand.
Roger Hanin starb 2015 im Alter von 89 Jahren an Ateminsuffizienz.

## Theater
- 1954: Othello
- 1954: Macbeth
- 1996: Warten auf Godot – inszeniert von Pierre Boutron
- 1997: Tartuffe
- 2001: Une femme parfaite – Roger Hanin, selbst inszeniert, Théâtre Marigny
- 2006: Un petit pull over angora – Théâtre Le Temple

## Filmografie (Auswahl)
Schauspieler
- 1953: Im Banne des blonden Satans (La môme vert de gris)
- 1954: Weiße Sklavinnen für Tanger (Les impures)
- 1955: Gas-Oil (Gas-Oil)
- 1955: Rote Lippen – blaue Bohnen (Vous pigez)
- 1957: Der Mann, der sterben muß (Celui qui doit mourir)
- 1957: Dem Sumpf entronnen (Escapade)
- 1957: Die Katze (La Chatte)
- 1958: Sei schön und halt den Mund (Sois belle et tais-toi)
- 1958: Im Mantel der Nacht (Le Desordre et la nuit)
- 1958: Kein Geschäft für schwache Nerven (Le Fric)
- 1958: Eine Kugel im Lauf (Une Balle dans le canon)
- 1958: Leben und lieben lassen (Drôle de Dimanche)
- 1958: Die schwarze Sklavin (Tamango)
- 1959: Der Gorilla schlägt zu (Le Valse du gorille)
- 1959: Rififi bei den Frauen (Du Rififi chez les femmes)
- 1960: Affäre einer Nacht (L'Affaire d'une nuit)
- 1960: Außer Atem (À bout de souffle)
- 1960: Der Boß kennt kein Erbarmen (L'Ennemi dans l'ombre)
- 1960: Rocco und seine Brüder (Rocco et ses frères)
- 1961: Die Feinde (Les Ennemis)
- 1961: Im Zeichen der Lilie (Le Miracle des Loups)
- 1962: Der Gorilla fletscht die Zähne (Le Gorille a mordu l'archevèque)
- 1964: Geheimpaß – Agent K 8 (Passeport diplomatique)
- 1964: Der Tiger liebt nur frisches Fleisch (Le Tigre aime la chair fraîche)
- 1964: Das Haus auf dem Hügel
- 1965: Der Spion, der in die Hölle ging (Corrida pour un espion)
- 1965: Der Tiger parfümiert sich mit Dynamit (Le Tigre se parfume à la dynamite)
- 1965: M. C. contra Dr. Kha (Marie-Chantal contre le docteur Kha)
- 1966: Agenten Poker (Il gioco delle spie)
- 1966: C.I.A-Agent Jeff Gordon (Le Solitaire passe à la'attaque)
- 1966: Die 13 Sklavinnen des Dr. Fu Man Chu (The Brides of Fu Manchu)
- 1966: Heißes Pflaster für Spione (Da Berlino l'apocalisse)
- 1966: Pokerspiel um vier Damen (Carré de dames pour un as)
- 1968: An einem Freitag in Las Vegas (Las Vegas, 500 millones)
- 1969: Bruno, das Sonntagskind (Bruno, l'enfant du Dimanche)
- 1969: Vögelein, wo steht dein Bett? (Une femme libre)
- 1971: Revengers (The Revengers)
- 1971: Zärtliche Wünsche (Les Aveux et les plus doux)
- 1973: Tödlicher Hass (Tony Arzenta)
- 1973: Le concierge
- 1978: Zucker, Zucker! (Le Sucre)
- 1979: Wirbelstürme des Lebens (Le Coup de scirocco)
- 1981: Der Superboß (Le Grand pardon)
- 1982: Die Legion der Verdammten (Les Misérables)
- 1983: Abschied von Tadjira (Le Grand carnaval)
- 1983: Funkelnde Liebe (L'Etincelle)
- 1985: Dreißig Grad minus (Les Galettes du roi)
- 1986: Letzter Sommer in Tanger (Dernier été à Tanger)
- 1989: Erlesene Kreise (Les grandes familles)
- 1989–1991: Kommissar Navarro (Navarro) (Fernsehserie, 24 Folgen)
- 1990: Jean Galmot – Flammen über Cayenne (Jean Galmot aventurier)
- 1992: Judgement Day (Le Grand pardon 2)
- 1996: Unschuldig verbrannt
- 1999: Bier – Anschlag auf das Oktoberfest

Regisseur
- 1973: Der eiskalte Job (Le Protecteur)
- 1975: Le faux-cul
- 1985: Höllenzug (Train d’enfer)
- 1986: La rumba
- 1989: Der Gorilla (Le Gorille) – Fernsehserie (1 Folge)
- 1997: Soleil